# Bob-Weltmeisterschaft 1958
Die 17. Bob-Weltmeisterschaft wurde am 25. und 26. Januar im Zweierbob und am 1. und 2. Februar 1958 im Viererbob auf der Bobbahn der Olympischen Winterspiele von 1936 im bundesdeutschen Garmisch-Partenkirchen ausgetragen.

## Konstellation
Wie vor fast jeder neuen Wintersportsaison gab es auch im Bobsport einige bedeutende personelle Veränderungen, wenn auch aus unterschiedlichsten Gründen. Der Schweizer Altmeister Fritz Feierabend hatte nach der letzten Weltmeisterschaft im heimischen St. Moritz endgültig seinen Rücktritt erklärt, zu groß war mittlerweile der Abstand zur Weltspitze geworden. Einem anderen ehemaligen Topathleten machte sein Lebenswandel einen Strich durch die Rechnung. Andreas Ostler, Doppelolympiasieger von Oslo, war im Mai 1957 vom bundesdeutschen Bobverband wegen seines unsportlichen Verhaltens bis auf Weiteres gesperrt worden. Als sich Stimmen nach einem Gnadengesuch regten, machten die führenden Bobclubs aus München und Ohlstadt klar, dass ihre Bobathleten zukünftig an keinem Wettbewerb mehr teilnehmen würden, falls Ostler wieder an Bob-Wettbewerben teilnehmen würde. Damit war die sportliche Karriere des Grainauers faktisch beendet. Blieb noch der Spanier Alfonso de Portago, mit WM-Bronze im Zweierbob 1957 prämiert. Der als Motorsportfahrer bekannte Adlige verunglückte am 12. Mai 1957 bei der Mille Miglia tödlich.
Neben diesen drei Bobpiloten, die nicht mehr am Start waren, gab es eine Rückkehr, um die es in der Vergangenheit viel Diskussionen gab. Nach seiner Abreise vor den Viererbob-Wettbewerben bei der WM 1954 war der Amerikaner Stanley Benham Anfang 1955 mit einer dreijährigen Sperre belegt worden, die für viel Unruhe innerhalb der FIBT gesorgt hatte. Nach einem Brief des FIBT-Präsidenten de La Fregeoliere im Sommer 1957 an Benham war die Sperre aufgehoben worden, so dass der Viererbob-Weltmeister von 1949 und 1950 wieder antreten durfte.
Bei den Bobs waren weiterhin die Podar-Bobs auf dem Vormarsch, nach dem Überraschungssieg von Hans Zoller im Viererbob im Vorjahr auch zunehmend in der Schweiz. Aus Deutschland ging nun ein neuer Hersteller an den Start: die Firma Fagro im hessischen Groß-Gerau hatte den bundesdeutschen Fahrern eine verbesserte Version des letztjährigen Viererbobs gefertigt.
Deutsch-deutsche Querelen
Nach dem Start einer gesamtdeutschen Mannschaft bei den Olympischen 1956 in Cortina und Melbourne waren Sportler aus der DDR erstmal einer breiten Öffentlichkeit bekannt geworden. Die DDR-Sportführung versuchte in der Folge verstärkt, mit ihren Sportfachverbänden oder -sektionen Mitglied in den entsprechenden internationalen Sportverbänden zu werden. Auch für die FIBT wurde dieser Antrag gestellt und auf ihrer Jahrestagung bei den Weltmeisterschaften 1957 im schweizerischen St. Moritz wurde die Sektion Bob- und Schlittensport des Deutschen Sportausschusses der DDR als Mitglied in den Internationalen Bob- und Skeletonverband aufgenommen. Die Abstimmung erfolgte mit 8:6 Stimmen auch durch eine Ja-Stimme des Präsidenten des Schweizer Bobverbandes. Nach der Jahrestagung stellte der Schweizer Bobverband einen Rekurs ein, da man sich vorher intern auf eine Nein-Stimme geeinigt hatte und der Verbandspräsident dieser Absprache nicht gefolgt war. In der Folge gab es wie in dieser Zeit oft zwei unterschiedliche Lesarten. Die Vertreter der DDR-Seite sahen sich als gleichberechtigtes Mitglied innerhalb der FIBT und damit z. B. ihre Athleten für die nächste WM in Garmisch-Partenkirchen startberechtigt. Wohl zum einen durch den Einspruch der Schweiz als auch durch das besondere Verhältnis im innerdeutschen Sportverkehr wurde nach Angaben von DDR-Medien den Bobteams aus der DDR in Garmisch seitens der bundesdeutschen Organisatoren nur ein Start innerhalb einer gesamtdeutschen Mannschaft mit damit einhergehenden Ausscheidungsrennen im Training in Aussicht gestellt. Dies lehnten die DDR-Vertreter ab. An anderer Stelle hieß es, dass die FIBT selbst den DDR-Athleten die Teilnahme am Training untersagt hätte. Darüber hinaus wurde am 31. Januar 1958 im Garmischer Alpenhof erneut über die Mitgliedschaft des mittlerweile gegründeten Deutschen Schlitten- und Bobsportverbands (DSBV) abgestimmt. Diesmal fiel die Entscheidung mit 9:4 gegen den DDR-Verband aus, so dass nachträglich die verweigerte Teilnahme der DDR-Teams sanktioniert wurde. Außerdem wurde als Austragungsort für 1960 eventuell stattfindende Weltmeisterschaften Lake Placid vorgesehen, da sich schon seit Herbst 1957 die Anzeichnen verdichtet hatten, das die Organisatoren der Olympischen Winterspiele in Squaw Valley aus Kostengründen auf eine Bobbahn verzichten würden.

## Zweierbob
Nach den letzten Trainingseindrücken hatte vor allem das österreichische Team Aste/Isser mit guten Zeiten aufhorchen lassen. Aber auch Vorjahresweltmeister Eugenio Monti und der Münchener Hans Rösch fuhren schnelle Zeiten. Nach der Auslosung der Startnummern wurde folgende Startreihenfolge bekannt gegeben:
- 1. Lauf Nummern 1-17
- 2. Lauf Nummern 9-17 und 1-8
- 3. Lauf Nummern 17-1
- 4. Lauf Nummern 8-1 und 17-9.[11]

Speziell im ersten Lauf zeigte sich, dass die Laufzeiten enorm von der Startnummer abhingen. Da mit jedem Bob immer mehr Schnee aus der Bahn geschleudert wurde, konnten mit höherer Startnummer schnellere Zeiten erreicht werden. Es war daher kaum verwunderlich, das die Österreicher Aste/Isser nach dem ersten Lauf führten. Dahinter kamen die Titelverteidiger ein, danach zunächst Bobs, die ebenso von ihrer hohen Startnummer profitierten, dabei vor allem die Bobs POL I und SWE I. Das ambitionierte italienische Duo Zardini/Siorpaes fuhr mit der niedrigen Startnummer Zwei zunächst nur die neuntbeste Zeit. Das Blatt wendete sich sofort, als die Italiener im zweiten Lauf viel später starteten und Laufbestzeit fuhren. Rösch/Hammer konnten als vorletzte Starter die zweitschnellste Laufzeit erzielen. In der Addition beider Läufe führten nach dem ersten tag jedoch immer noch die Österreicher Aste/Isser mit einer halben Sekunde Vorsprung vor den Titelverteidigern. Mit über einer Sekunde Rückstand folgte dann das zweite italienische Duo. Hans Rösch stellte mit Platz vier die Konkurrenzfähigkeit des Frago-Bobs unter Beweis, die Schweizer hatten mit Zoller/Leu noch einen Bob im Medaillenrennen.
Auch im dritten Lauf spielte die Startreihenfolge eine entscheidende Rolle. Die als erste an den Start gehenden Österreicher Aste/Isser mussten noch mit jeder Menge Schnee in der Bahn kämpfen und fuhren nur die achtbeste Zeit. Auch Monti/Alvera fuhren nur die fünftbeste Zeit während ihre Landsleute Zardini/Siorpaes als vorletzte Starter wiederum Laufbestzeit fuhren. Da Rösch/Hammer auch wieder die Zweitschnellsten waren, lagen vor dem Finaldurchgang Zardini/Siorpaes vor Monti/Alvera und Rösch/Hammer. Aste/Isser lagen mit einer Zehntel Rückstand auf dem undankbaren vierten Platz.
Im letzten Lauf fielen nunmehr die Medaillenanwärter Rösch/Hammer der Startreihenfolge zum Opfer. Als dritter Bob startend fuhren sie nur die zehntbeste Zeit und verloren fast anderthalb Sekunden auf Aste/Isser. Dadurch schoben sich sogar noch die Schweizer Zoller/Leu an den Deutschen vorbei und verdrängten sie auf den fünften Platz. Im Kampf um Gold starteten Zardini/Siorpaes diesmal deutlich früher, was sich sofort auf ihre Zeit auswirkte. Sie verloren fast anderthalb Sekunden auf die Titelverteidiger, die mit einer rundum gelungenen Fahrt neuen Bahnrekord aufstellten und am Ende mit fast einer Sekunde Vorsprung ihren Titel verteidigten. Die Österreicher Aste/Isser konnten sich mit schon gehörigem Abstand noch Bronze sichern.
| Platz | Nr. | Land   | Sportler                              | 1. Lauf | 2. Lauf | 1. Tag  | 3. Lauf | 4. Lauf | Gesamt  |
| ----- | --- | ------ | ------------------------------------- | ------- | ------- | ------- | ------- | ------- | ------- |
| 1     | 14  | ITA I  | Eugenio Monti Renzo Alverà            | 1:17,22 | 1:16,79 | 2:34,01 | 1:17,49 | 1:14,28 | 5:05,78 |
| 2     | 2   | ITA II | Sergio Zardini Sergio Siorpaes        | 1:19,54 | 1:15,65 | 2:35,19 | 1:16,00 | 1:15,56 | 5:06,75 |
| 3     | 17  | AUT I  | Paul Aste Heinz Isser                 | 1:16,98 | 1:16,52 | 2:33,50 | 1:18,66 | 1:16,20 | 5:08,36 |
| 4     | 10  | SUI I  | Hans Zoller Heinz Leu                 | 1:17,67 | 1:18,09 | 2:35,76 | 1:17,40 | 1:16,48 | 5:09,64 |
| 5     | 6   | FRG I  | Hans Rösch Alfred Hammer              | 1:19,05 | 1:16,49 | 2:35,54 | 1:16,52 | 1:17,65 | 5:09,71 |
| 6     | 3   | SUI II | Max Angst René Kuhl                   | 1:19,21 | 1:17,62 | 2:36,83 | 1:16,81 | 1:16,68 | 5:10,32 |
| 7     | 7   | SWE II | Gunnar Åhs Arne Berglund              | 1:19,50 | 1:17,30 | 2:36,80 | 1:17,68 | 1:17,21 | 5:11,69 |
| 8     | 15  | SWE I  | Sven Erbs Walter Aronsson             | 1:18,34 | 1:17,95 | 2:36,29 | 1:20,29 | 1:16,67 | 5:13,25 |
| 9     | 5   | FRG II | Josef Fraundorfer Franz Winkler       | 1:19,91 | 1:17,21 | 2:37,12 | 1:18,50 | 1:18,40 | 5:14,02 |
| 10    | 16  | POL I  | Stefan Ciapala Josef Zsymanski        | 1:18,98 | 1:18,65 | 2:37,63 | 1:20,65 | 1:17,52 | 5:15,80 |
| 11    | 13  | USA II | John L. Helmer Charles Pandolph       | 1:19,76 | 1:19,62 | 2:39,38 | 1:19,83 | 1:17,49 | 5:16,70 |
| 12    | 12  | ESP    | Gonzalo Taboada Marquis De Marino     | 1:19,85 | 1:19,84 | 2:39,96 | 1:20,42 | 1:17,75 | 5:17,86 |
| 13    | 4   | GBR II | Norman Barcklay Christopher Skinner   | 1:22,24 | 1:22,09 | 2:44,33 | 1:29,53 | 1:19,32 | 5:24,18 |
| 14    | 8   | POL II | Aleksy Konieczny Zygmunt Konieczny    | 1:22,79 | 1:21,73 | 2:44,52 | 1:22,02 | 1:20,15 | 5:26,69 |
| 15    | 9   | AUT II | Karl Schwarzböck Robert Zenz          | 1:23,15 | 1:20,35 | 2:43,50 | 1:26,53 | 1:21,05 | 5:31,11 |
| -     | 1   | USA I  | Maurice D. Severino Clarence Sutton   | 1:21,58 | 1:18,58 | 2:40,16 | ?       | DNF     | DNF     |
| -     | 4   | GBR I  | Stuart Parkinson Christopher Williams | 1:21,77 | 1:18,42 | 2:40,19 | ?       | DNF     | DNF     |

## Viererbob
Im Training zeigte sich vor allem der Bob des Italieners Monti am schnellsten und der aktuelle Zweierbob-Weltmeister hatte gute Chancen, erstmals seit Andreas Ostler 1951 Doppelweltmeister zu werden. Die Startnummernauslosung am Abend des 30. Januar 1958 ergab dann die Nummer Eins für den Bob von Monti. Darüber hinaus wurde analog zum Zweierbobwettbewerb die folgende Startreihenfolge festgelegt:
- 1. Lauf Nummern 1-13
- 2. Lauf Nummern 7-13 und 1-6
- 3. Lauf Nummern 13-1
- 4. Lauf Nummern 6-1 und 13-7.[14]

Da die Jury vor allem in Kurven das Eis mit Schnee vor dem Wettkampf am Vorabend etwas abstumpfen ließ, fühlte sich Monti wohl bedingt durch seine Startnummer zu einer fatalen Handlung bemüßigt. Der Italiener wäre im ersten Lauf als erster Bob gestartet und durch die Präparierung der Bahn wohl nur eine eher mäßige Zeit gefahren, wie schon der Zweierbob-Wettbewerb gezeigt hatte. In Kenntnis dieser Umstände versuchte Monti in der Nacht vor dem Wettkampf mit einigen anderen Mitarbeitern der italienischen Bobmannschaft, Schnee aus der Bahn zu entfernen. Die Italiener wurden allerdings von einer Polizeistreife entdeckt und der Vorfall der Jury gemeldet. Als diese vor dem Wettkampf zusammentrat, war Monti bereits vom Präsidenten des eigenen Bobverbandes gesperrt worden und für das Rennen nicht zugelassen, so dass die Jury die Sperre nur bestätigte. Ein weiterer Ausfall war vom österreichischen Bobteam zu melden, die Verletzung von Paul Aste im letzten Training verhinderte einen Start.
Nach dem Wegfall des Titelfavoriten Monti kamen nun die beiden bundesdeutschen Bobs, die schon im Training mit guten Zeiten aufgefallen waren, in die Favoritenstellung. Im ersten Lauf fuhr der Ohlstädter Bob von Franz Schelle Bestzeit, gefolgt vom verbliebenen italienischen Bob mit Pilot Zardini. Dahinter platzierte sich der Münchener Bob von Hans Rösch. Schon im ersten Lauf fiel auf, das die Zeiten der drei führenden Bobs eng beieinander lagen, so dass ein spannender Kampf um die Medaillen zu erwarten war. Im zweiten Lauf setzte der Bob von Rösch die Bestzeit, die zweitbeste Zeit fuhr der Amerikaner Severino, mit nur einer Hundertstel Vorsprung vor dem Italiener Zardini. Nach dem ersten Wettkampftag konnten sich die bundesdeutschen Bobfahrer berechtigte Hoffnungen auf zwei Medaillen machen, allerdings lag der Bob von Rösch nur ganze neun Hundertstel vor dem Italiener Zardini. Auf den dritten Rang lag der Bob von Franz Schelle, mit 27 Hundertstel Rückstand auf Zardini.
Auch zu Beginn des zweiten Wettkampftage fuhr Hans Rösch wieder Bestzeit, während der Italiener Zardini als Erster an den Start gehen musste und fast erwartungsgemäß wertvolle Zeit verlor. Mit der nur viertschnellsten Zeit verlor er 51 Hundertstel auf Schelle, der nun nach dem dritten Lauf dem Silberrang mit 22 Hundertstel Vorsprung vor Zardini lag. Auch der vierte Lauf änderte an dieser Konstellation nichts mehr, zumal Schelle und Rösch als Vorletzte und Letzte an den Start gingen. Rösch fuhr dabei die beste Zeit des ganzen Wettbewerbs und erzielte fast einen neuen Bahnrekord. Für den Münchener war es nach Bronze 1953 an gleicher Stelle und Silber 1954 in Cortina der erste Weltmeistertitel. Für Schelle, der im letzten Lauf noch ein Crewmitglied austauschen musste, war es nach Bronze 1955 in St. Moritz die zweite WM-Medaille. Sergio Zardini, der erst 1956 im Bobsport aufgetaucht war, startete in Garmisch seine erfolgreiche Karriere, die im letztlich 10 WM-Medaillen einbrachte. Erstmals seit der WM 1934 in Garmisch gewann kein Schweizer Bobfahrer eine WM-Medaille.
| Platz | Nr. | Land   | Sportler                                                          | 1. Lauf | 2. Lauf | 1. Tag  | 3. Lauf | 4. Lauf | Gesamt  |
| ----- | --- | ------ | ----------------------------------------------------------------- | ------- | ------- | ------- | ------- | ------- | ------- |
| 1     | 8   | FRG I  | Hans Rösch, Alfred Hammer, Theodor Bauer, Walter Haller           | 1:12,64 | 1:12,69 | 2:25,33 | 1:12,30 | 1:11,70 | 4:49,33 |
| 2     | 7   | FRG II | Franz Schelle, Eduard Kaltenberger Josef Sterff, Otto Göbl        | 1:12,46 | 1:13,23 | 2:25,69 | 1:12,39 | 1:12,42 | 4:50,40 |
| 3     | 12  | ITA I  | Sergio Zardini, Massimo Bogana, Renato Mocellini, Alberto Righini | 1:12,54 | 1:12,88 | 2:25,42 | 1:12,90 | 1:12,58 | 4:50,90 |
| 4     | 10  | SUI I  | Hans Zoller, Heinz Leu René Theler, Rolf Gerber                   | 1:13,27 | 1:13,62 | 2:26,89 | 1:13,39 | 1:12,39 | 4:52,67 |
| 5     | 2   | USA I  | Maurice R. Severino, John Camden, Robert Hagemes, Clarence Sutton | 1:14,62 | 1:12,87 | 2:27,49 | 1:12,91 | 1:12,71 | 4:53,11 |
| 6     | 6   | SUI II | Max Angst, Gottfried Diener Arthur Leuger, René Kuhl              | 1:13,79 | 1:13,53 | 2:27,32 | 1:12,88 | 1:12,98 | 4:53,18 |
| 7     | 11  | SWE    | Gunnar Ahs, Walter Aronsson Carl-Erik Eriksson, Jaconelli         | 1:13,92 | 1:13,87 | 2:27,70 | 1:13,41 | 1:12,70 | 4:53,81 |
| 8     | 13  | GBR I  | Norman Barcklay, Christopher Skinner Rodney Mann, Forstyke        | 1:13,79 | 1:13,81 | 2:27,60 | 1:14,60 | 1:13,45 | 4:55,65 |
| 9     | 5   | GBR II | Henry Taylor, Robin Dixon Anthony Nash, Brooke                    | 1:15,14 | 1:14,58 | 2:29,72 | 1:14,74 | 1:13,82 | 4:58,28 |
| 10    | 3   | AUT II | Adolf Tonn, Robert Zenz Fritz Rursch, Frank                       | 1:16,00 | 1:15,08 | 2:31,08 | 1:14,10 | 1:13,92 | 4:59,10 |
| 11    | 4   | USA II | Stanley Benham, John Helmer Patrick Martin, Charles Pandolph      | 1:15,08 | 1:14,63 | 2:29,71 | 1:14,71 | 1:14,83 | 4:59,25 |
| -     | 1   | ITA II | Eugenio Monti, ? ?, ?                                             | DNS     | DNS     | DNS     | DNS     | DNS     | DNS     |
| -     | 9   | AUT I  | Paul Aste, ? ?, ?                                                 | DNS     | DNS     | DNS     | DNS     | DNS     | DNS     |

## Medaillenspiegel
| Platz | Land           | Gold | Silber | Bronze | Gesamt |
| ----- | -------------- | ---- | ------ | ------ | ------ |
| 1     | Italien        | 1    | 1      | 1      | 3      |
| 2     | BR Deutschland | 1    | 1      | 0      | 2      |
| 3     | Österreich     | 0    | 0      | 1      | 1      |